# Teixeira de Mattos (bank)
Teixeira de Mattos (1822–1966) was voor de Tweede Wereldoorlog een gerenommeerd, Joods bankiershuis in Amsterdam aan de Herengracht.
Na de oorlog werd de bank eerst beheerd door de staat, en daarna kwam zij in handen van een vof. In 1966 moest de bank surseance van betaling aanvragen waarna ze failliet ging. Rekeninghouders en aandeelhouders waren hun geld kwijt. Naar aanleiding van deze gebeurtenis werd de collectieve garantieregeling in het leven geroepen.

## Oprichting
De firma werd in 1822 opgericht als effectenkantoor door Samuel Teixeira de Mattos (1791-1865). Zijn zoons Isaac Eduard Teixeira de Mattos (1832–1885) en Abraham Louis Teixeira de Mattos (1839–1908) zetten het bedrijf vanaf 1852 verder, onder de naam Gebroeders Teixeira de Mattos. Abraham Louis was vennoot van de Internationale Crediet- en Handelsvereniging Rotterdam in Semarang. Later werd ook Abrahams tweede zoon, jonkheer Henry Teixeira de Mattos (1867-1924), firmant.

## Fehmers als directeur
Tijdens de Tweede Wereldoorlog werden de Joodse eigenaren door de nazi's vermoord. De Duitse bezetter kreeg de bank in handen en daarna, namens de Nederlandse staat, het Beheersinstituut. De bank was een vof, waarvan drs Jan Marie Fehmers (1916-2007) de beherend vennoot werd. De stille vennoten woonden in het buitenland. Fehmers was voorheen financieel expert op de Nederlandse ambassade in Londen. Onder Fehmers’ leiding werden Indische cultuurmaatschappijen gekocht die door de Indonesische president Soekarno waren genationaliseerd. Deze maatschappijen hadden fiscaal compensabele verliezen die de bank kon verrekenen met de winsten op investeringen in onroerend goed. Op spaargelden vergoedde de bank een hogere rente dan de concurrenten en verder nam de bank effecten in bewaring.
De bank was verder als grootaandeelhouder betrokken bij de Reclame Exploitatie Maatschappij, eigenaar van het REM-eiland, opgericht door Reinder Zwolsman, Jan Fehmers, Cornelis Verolme en P.S. Heerema. De REM zond in 1964 commerciële radio en televisie uit vanaf het REM-eiland, in de Noordzee tegenover Noordwijk. Ook verkocht de bank aandelen van de emissie Volks Aandelen Trust over de toonbank.

## Uitstel van betaling
In 1966 raakte de bank in problemen toen een aantal grote bedrijven geld weghaalde waardoor de bank in acute liquiditeitsproblemen raakte. Fehmers slaagde er nog in enkele noodkredieten van andere banken te regelen, maar dit was onvoldoende en op 27 mei informeerde hij De Nederlandsche Bank dat hij uitstel van betaling voor de bank wilde aanvragen. Na overleg met de minister van Financiën, Vondeling, besloot DNB geen steun te verlenen. De bank was daarvoor te klein. Op 31 mei vroeg de bank uitstel van betaling aan. Twee dagen later werd een klacht ingediend vanwege verduistering van effecten. Fehmers werd gearresteerd. Ondertussen was de Kas-Associatie begonnen met de verkoop van effecten ter waarde van 11 miljoen gulden die het van Teixeira als waarborg voor leningen had ontvangen. De bank had deze verpand. 
Fehmers had de bankiersopleiding niet kunnen beginnen, omdat de oorlog uitbrak. Desalniettemin werd de veelbelovende econoom aangenomen. De opvatting was dat dit geen belemmering zou zijn. Echter, het grote vertrouwen dat hij in zijn medewerkers had, werd enorm beschaamd. De medewerkers op de boekhoudafdeling hadden de effecten namelijk nog één en soms zelfs nog twee keer verpand zonder dat Fehmers het wist en zonder toestemming van de klanten. Er waren niet alleen gedupeerde spaarders, maar ook klanten die hun effectenbezit kwijtraakten omdat ze deze anoniem in bewaring hadden gegeven bij de bank.

## Faillissement
De bank ging failliet, samen met haar dochtermaatschappijen Forum-Bank NV en Dunlop & Co NV, nadat de directeur zich op kantoor door het hoofd had geschoten. Dit dramatische faillissement kwam totaal onverwacht. Het was het eerste faillissement van een Nederlandse bank sinds de ondergang van Mendelssohn & Co. in 1939.
Fehmers kwam in februari 1967 voor de Amsterdamse rechtbank. Hij werd beschuldigd van valsheid in geschrifte; oplichting en verduistering. Op 3 maart werd hij veroordeeld tot drie jaar en mocht hij verder gedurende acht jaar niet als bankier actief zijn. Na zijn straf leefde hij teruggetrokken en hij overleed op 27 oktober 2007.

## Gevolgen
- De rekeninghouders waren hun geld kwijt. De depothouders waren hun effecten kwijt.
- De Hoge Raad heeft een uitspraak gedaan over het leerstuk van oneigenlijke vermenging (NJ 1968/274).[3][4]
- De meeste Nederlandse banken gingen hun effectenbewaarbedrijf onderbrengen in een separate rechtspersoon, ter bescherming van de depothouder.
- Er kwam een collectieve garantieregeling tot stand voor bankrekeningsaldi tot een bepaald maximum.

## Trivia
- In Elsschots roman Lijmen/Het been is Teixeira de Mattos de naam die Boorman aan Laarmans geeft om indruk te maken op potentiële klanten.